# サンダー誠己
サンダー誠己（サンダーまさみ、2005年7月5日 - ）は、日本のプロレスラー。大阪府豊中市出身。金光大阪卒業。JTO所属。
甲子園に出場経験がある高校球児。幼少期にDRAGONGATEを観戦し、CIMAをみて目指すきっかけとなる。高校球児でありながら、将来はプロレスラーになると言い続け、高校卒業後にJTOに入団した。
JTOを支援している香川県・高松市にある村上製作所の広報に任命された。
同じくJTOからデビューしているファイヤー勝巳は実兄。

## 来歴
2024年
- 5月17日　ファイヤー勝巳とエキシビジョンマッチを行う。
- 7月15日　JTO5周年後楽園大会にて10人タッグマッチでデビュー。勝利を飾る。
- 7月20日　コーリー・コロガルシャと組んで、夕張源太・MIYAMASA・シグマ組と対戦。初敗戦。
- 8月17日　十文字アキラ戦にて初めてシングル、初めてJTOルールで試合をする。乱入によりノーコンテストとなる。
- 8月24日　リース・アレクシオスと対戦。
- 8月31日　仙台大会にてKEITAと対戦。この試合より「轟音雷鳴七番勝負」が始まる。
- 9月8日　トーア戦にて轟音雷鳴第二戦。負ける。
- 9月15日　アオトモ興行にてHisokAと組んで、十文字アキラ・稲葉あずさ組と対戦。初めてのミックスドマッチ。
- 9月16日　RANKING FIGHTにてKINGファイヤー勝巳に直訴してKINGに挑戦する。
- 10月5日　ボンバータツヤと組んで「弾雷」としてJTOタッグトーナメントに参戦。トーナメント出場バトルロイヤルにて勝利し、トーナメント出場権を得た。塚本竜馬・ヒロ飯島組と1回戦で対戦するも敗退。
- 10月19日　トーアと2度目のシングル。今回も負ける。
- 11月1日　十文字アキラ・武蔵龍也と組んで、夕張源太・MIYAMASA・IBUKIと対戦。初めて自力勝利をあげる。
- 11月3日　初めてボンバータツヤとシングルで戦う。時間切れ引き分け。
- 11月10日　初めて地元大阪府豊中市にて凱旋大会。メインで対夕張源太と対戦。当初は轟音雷鳴の第4戦と発表されていたが、JTO無差別級選手権に変更。敗戦するも超満員のお客さんの前で初凱旋を行えた。
- 11月23日　ケンイチと組んで、十文字アキラ・ケンスケ組と対戦。ケンスケから勝利をあげた。
- 11月23日　この日2試合目となるSturdayFightでは対明王全面抗争。IBUKIとシングルを戦うが時間切れ引き分け。ユニット解散をかけた抗争にGENESISには加わらないが一緒に戦っていくことを誓う。
- 11月29日　ファイヤー勝巳と組んで夕張源太・MIYAMASA組と対戦。ユニット解散対象試合にて敗戦。
- 12月6日　名古屋大会にてIBUKIと対戦。ユニット解散対象試合にて勝利する。
- 12月7日　島根大会にてロコガルシャ、夕張源太と初めての3WAYの試合。ユニット解散対象試合だったが、ロコガルシャに負けたためカウントされず。
- 12月10日　ボンバータツヤと組んで、十文字アキラ・ジャタップくん組と対戦。勝利する。
- 12月11日　ボンバータツヤ・ユークカガトビと3WAYにて対戦。
- 12月12日　ボンバータツヤと組んで「弾雷」がIBUKI・MIYAMASAが持っていたJTOタッグベルトに挑戦。ベルト獲れず。
- 12月13日　ソフィアと初めてミクスドシングルマッチを行う。勝利。
- 12月14日　ロコガルシャと3度目のシングルで初勝利。
- 12月15日　高松大会にてTAKAみちのくと初めてシングル戦。
- 12月16日　ユニット抗争の最終戦にてメインで夕張源太と対戦。敗戦したことでGENESISの解散が決まる。
- 12月20日　西川ジュンと初対戦。肩を負傷する。
- 12月27日　十文字アキラとシングルで対戦。時間切れ引き分けとなる。
- 12月27日　JTO2024年最終戦にてボンバータツヤ・新と組んで、塚本竜馬・ヒロ飯島・ロコガルシャと対戦。新が勝利し、2024年は勝利で終えた。

2025年
- 1月10日　ボンバータツヤと組んで、JTOタッグ選手権4WAYマッチを行う。ベルト獲れず。
- 1月18日　十文字アキラと対戦するも敗戦。
- 1月25日　同期の練習生Tとエキシビジョン、MAXIと第一試合で試合。勝利する。
- 2月11日　MIYAMASAとランキング入りをかけてJTOルールにて試合をする。勝利し初めてランキング入りを果たす。